# Ettore Piazza
Ettore Piazza (Carpignano Sesia, 25 ottobre 1901 – Genova, 1º gennaio 1962) è stato uno scrittore, poeta e drammaturgo italiano.

## Biografia
Dirigente d'azienda, militò nel Partito Comunista Italiano. Fu membro del Comitato di Liberazione Nazionale di Novara e dopo la Liberazione divenne sindaco del suo paese natio Carpignano Sesia.
Nel 1953 vinse (ex aequo con Ignazio Buttitta) il Premio Cattolica - Il Calendario del Popolo.
Si ammalò di una grave malattia polmonare e morì a Genova il 1º gennaio 1962.

## Opere
- Canto ancora a bocca chiusa, raccolta di poesie in piemontese,pubblicazione postuma, 1977 con la prefazione di Davide Lajolo.